# Ananda Coomaraswamy
Ananda Kentish Coomaraswamy (Colombo, 22 de agosto de 1877 – Needham, Massachusetts, 9 de setembro de 1947) foi um escritor e acadêmico cingalês, cuja especialidade era a arte indiana. Autor de mais de mil artigos sobre arte e filosofia indiana, foi nomeado curador pelo departamento de arte asiática do Museu de Belas Artes de Boston, cargo que serviu até sua morte em 1947, mesmo ano em que foi alcançada uma das conquistas históricas pelas quais ele mais lutou: a independência da Índia do Império Britânico.

## Biografia
Ananda Kentish Coomaraswamy (Kumarasvamı), nasceu em Colombo (Sri Lanka) em 1877. Em 1900, graduou-se na University College, em Londres, em geologia e botânica. Em 19 de junho de 1902, Coomaraswamy casou-se com Ethel Mary Partridge, uma fotógrafa inglesa, que viajou com ele para o Ceilão. Seu casamento durou até 1913. O trabalho de campo de Coomaraswamy entre 1902 e 1906 lhe rendeu um doutor em ciências por seu estudo da mineralogia do Ceilão. No Ceilão, o casal colaborou em estudos sobre a Arte Medieval Cingalesa; Coomaraswamy escreveu os textos e Ethel forneceu as fotografias. Após o divórcio, Ethel voltou à Inglaterra, onde se tornou uma famosa tecelã e mais tarde se casou com o escritor Philip Mairet.

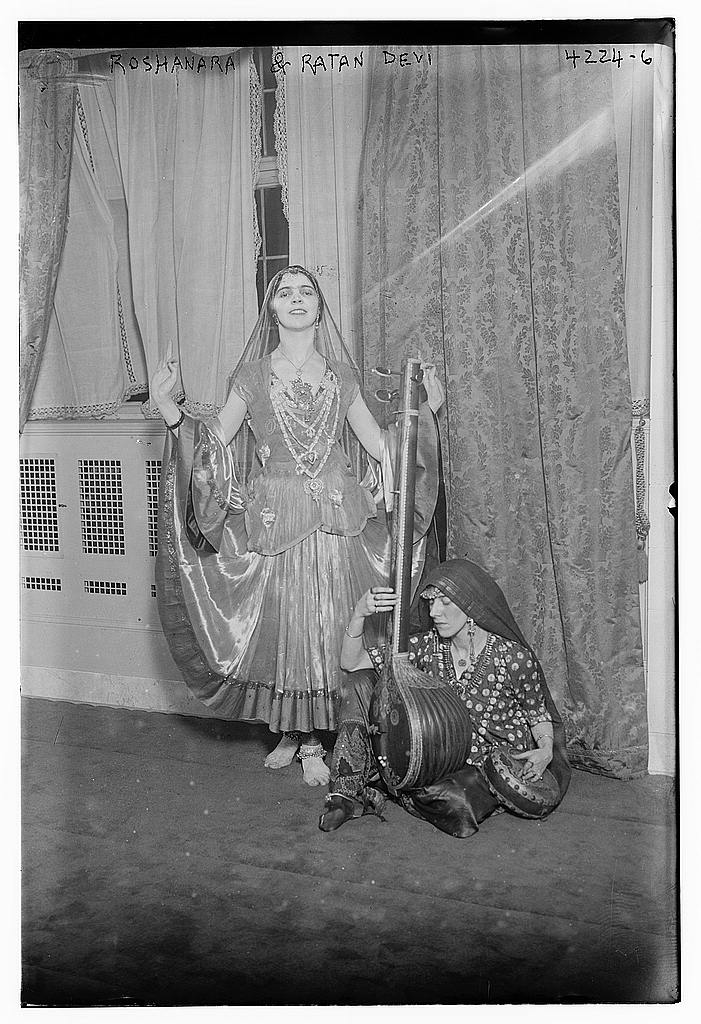
Sua segunda esposa: Alice Coomaraswamy (Ratan Devi). (sentada)

Coomaraswamy então conheceu e se casou com uma mulher britânica Alice Ethel Richardson e juntos eles foram para a Índia e ficaram em uma casa flutuante em Srinagar. Commaraswamy estudou pintura Rajput enquanto sua esposa estudou música indiana com Abdul Rahim Nayyar. Quando eles voltaram para a Inglaterra, Alice cantou música indiana sob o nome artístico de Ratan Devi. Alice fez sucesso e ambos foram para a América, onde Ratan Devi fez uma turnê.
Coomaraswamy se divorciou de sua segunda esposa depois que eles chegaram à América. Casou-se com a artista americana Stella Bloch, 20 anos mais nova que ele, em novembro de 1922. Durante a década de 1920, Coomaraswamy e sua esposa faziam parte dos círculos de arte boêmia da cidade de Nova York, onde Coomaraswamy fez amizade com Alfred Stieglitz e os artistas que expuseram na Galeria de Stieglitz. Ao mesmo tempo, ele estudou literatura religiosa sânscrita e páli, bem como obras religiosas ocidentais. Ele escreveu catálogos para o Museu de Belas Artes e publicou sua História da Arte Indiana e Indonésia em 1927.

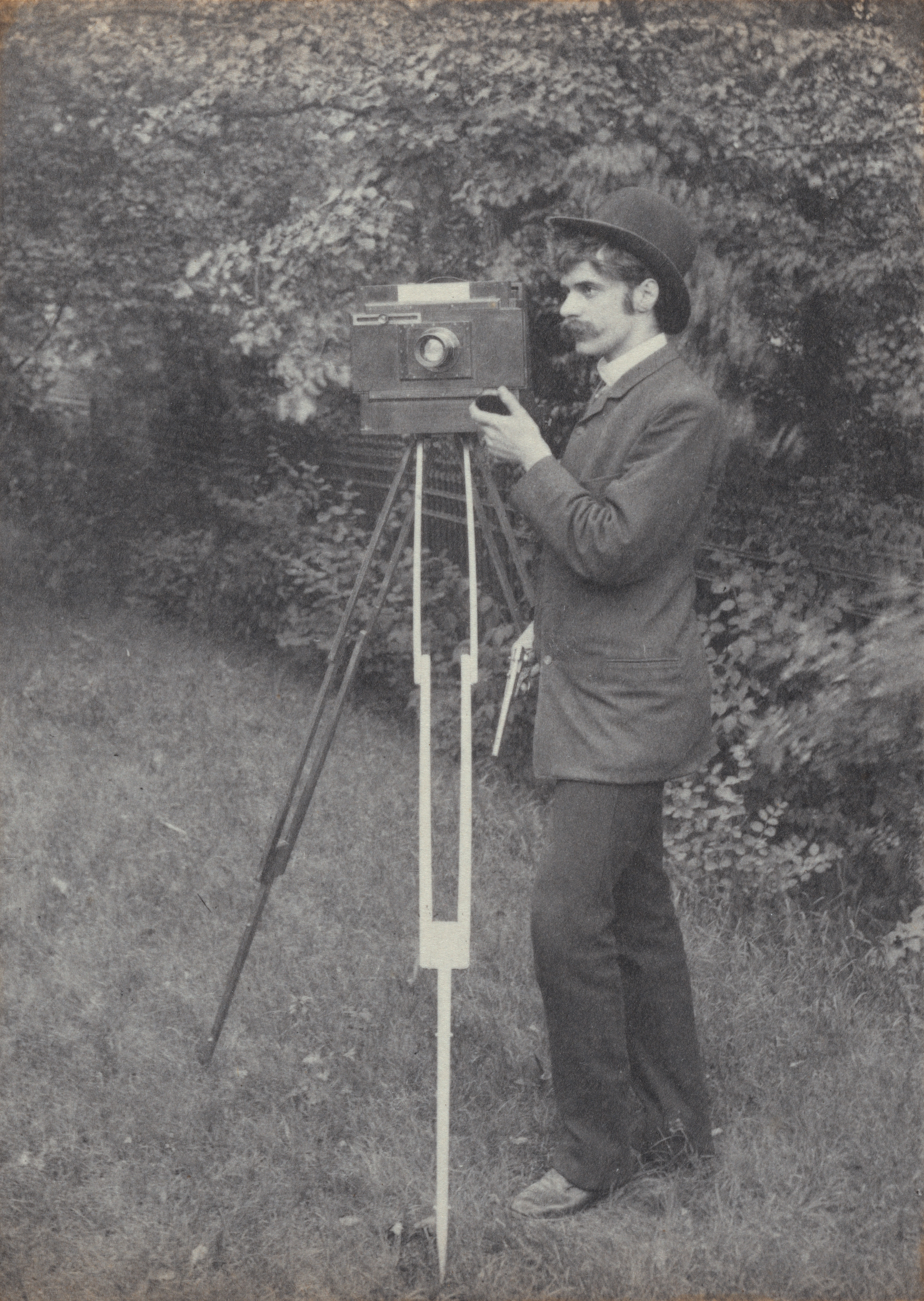
Alfred Stieglitz foi amigo de Ananda.

O casal divorciou-se em 1930, e pouco tempo depois, em 18 de novembro de 1930, Coomaraswamy casou-se com a argentina Luisa Runstein, 28 anos mais nova, que trabalhava como fotógrafa social sob o nome profissional de Xlata Llamas.
Coomaraswam acumulou uma vasta coleção de pinturas Rajput e Moghul, que levou consigo para o Museu de Belas Artes de Boston, onde se juntou à equipe de curadoria em 1917. Até 1932, residindo em Boston, produziu dois tipos de publicações: em seu campo curatorial, onde demonstrava grande erudição e também introduções à arte e cultura indianas e asiáticas, reunidas em The Dance of Shiva, uma coleção de ensaios que permanecem sendo impressos até hoje. Em 1933, o título de Coomaraswamy no Museu de Belas Artes mudou de curador para Fellow for Research in Indian, Persian, and Muhammedan Art. Ele atuou como curador no Museu de Belas Artes até sua morte em Needham, Massachusetts, em 1947. Durante sua longa carreira, ele foi fundamental para trazer a arte oriental para o Ocidente. De fato, enquanto estava no Museu de Belas Artes, ele construiu a primeira coleção substancial de arte indiana nos Estados Unidos.
Coomaraswamy pode ser considerado o primeiro historiador da arte indiana; A importância de sua obra está fundamentalmente em sua capacidade de traduzir o pensamento indiano de sua forma tradicional, lenda e poesia (Itihāsas), para a linguagem acadêmica que caracteriza seus muitos ensaios, artigos e conferências, que gozam de grande prestígio entre os orientalistas.

### Acadêmico militante

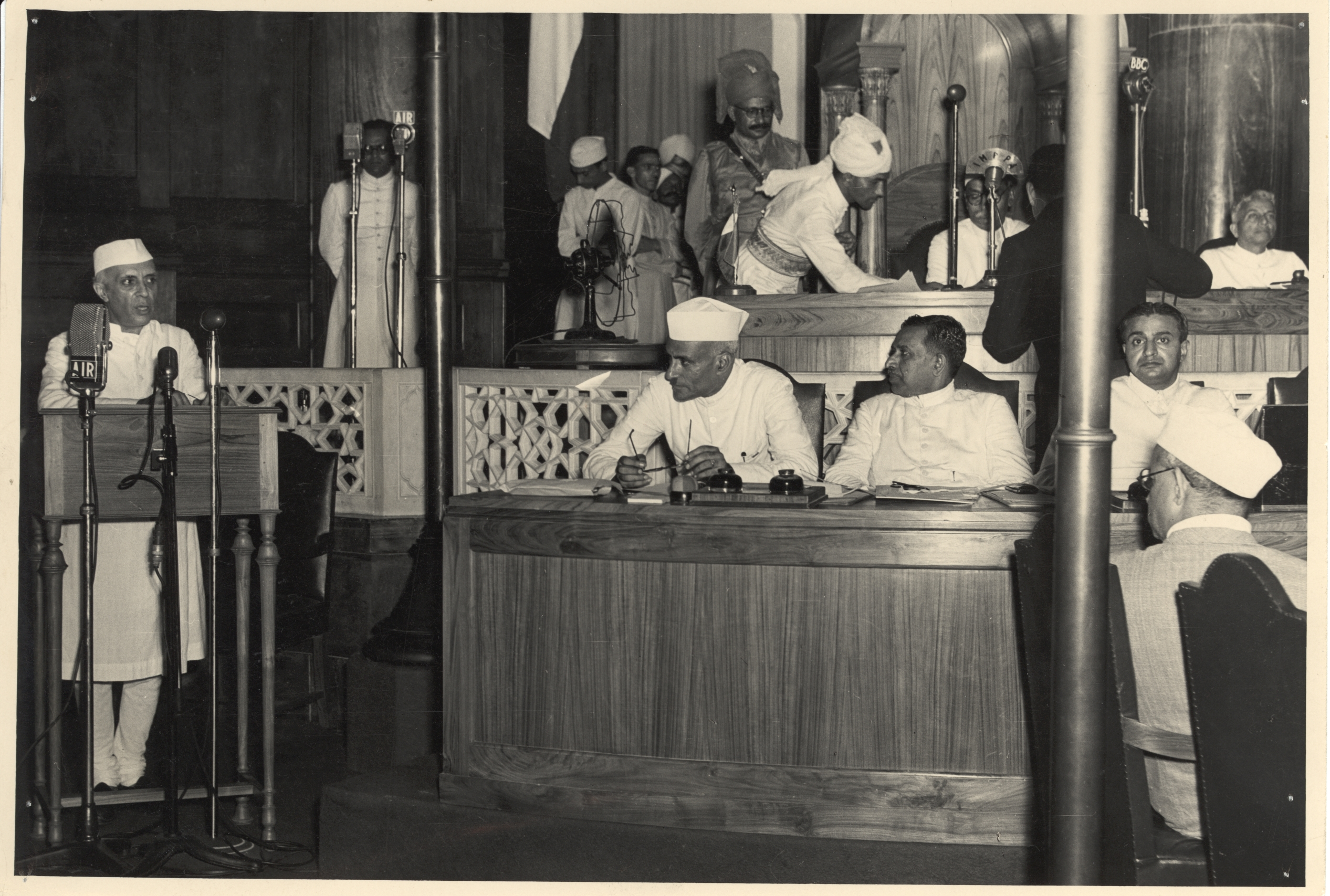
Jawaharlal Nehru fazendo seu discurso, na véspera do primeiro dia da independência da Índia.

A obra de Ananda não é importante apenas do ponto de vista da história da arte indiana, mas também é um reflexo claro de um momento político crucial para história indiana. A obra de Coomaraswamy representa a defesa da tradição autóctone contra os ataques colonialistas, e contra a Índia britânica. Afirma a existência de uma arte indiana com própria entidade e uma reivindicação comprometida de independência contra o imperialismo político e intelectual que o Ocidente exerceu sobre o subcontinente. O mesmo empenho e carga política que suas obras revelam lhe valeram a crítica e o desprezo de muitos estudiosos ocidentais que o acusam de ser reacionário por sua perspectiva rigorosamente tradicional.
Ao abordar o trabalho de Coomaraswamy, é necessário ter em mente a contexto ideológico, o movimento reivindicatório nacionalista, o processo de descolonização e seu posicionamento comprometido. Em seu retorno à tradição indiana, Coomaraswamy repensa uma série de problemas modernos, ousando questionar questões tão intocáveis no ocidente quanto o "gênio do artista" ou a liberdade criativa, oferecendo uma nova perspectiva para entender a arte contemporânea.

### Arte
Coomaraswamy defende a emoção como fator determinante e elemento essencial da criação artística, e defende o papel da arte como parte fundamental da vida cotidiana.

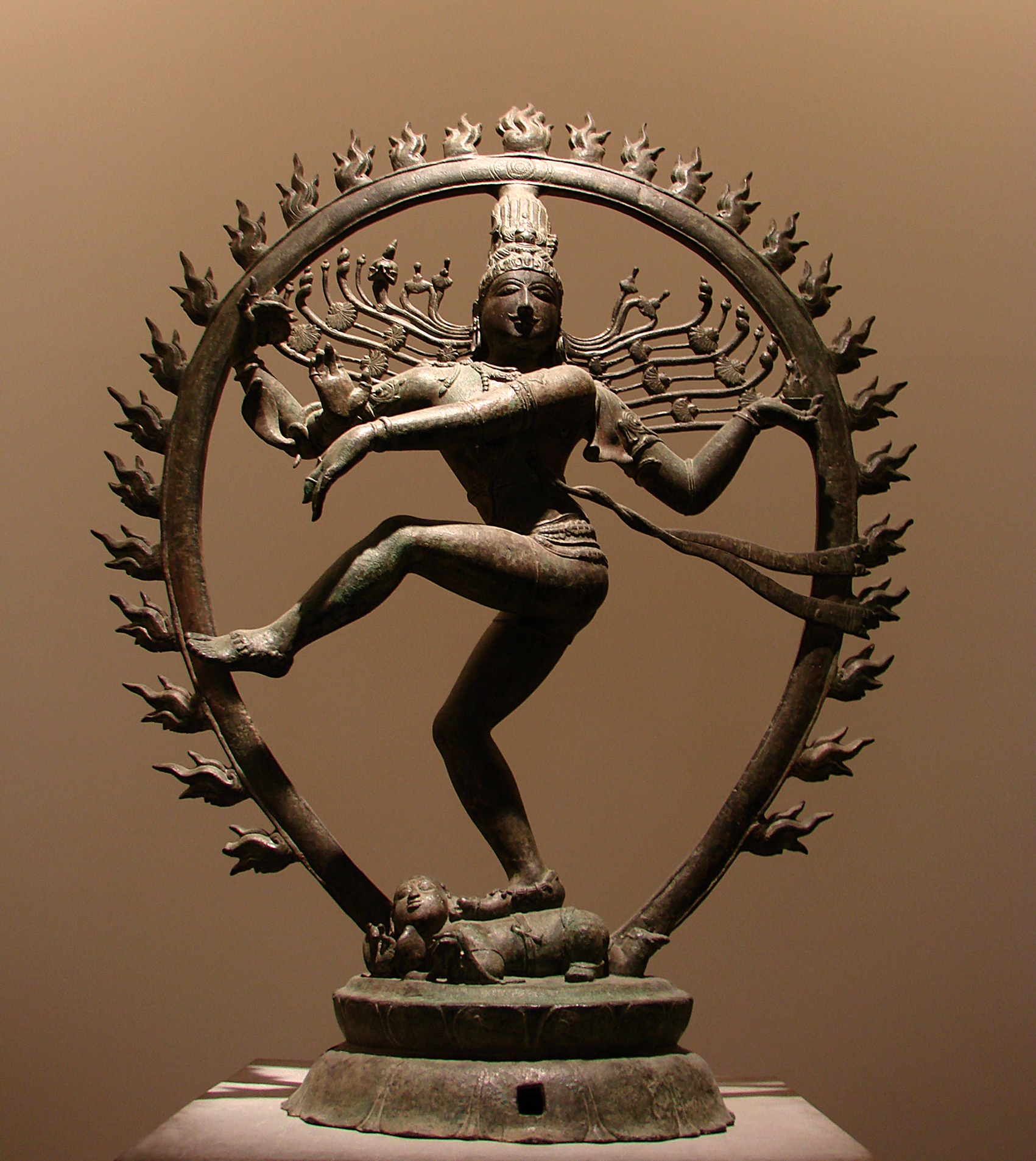
Xiva Naṭaraja, Tamil Nadu, século XI

Seguindo as concepções indianas, a arte é para Coomaraswamy uma espécie de ioga que permite ao indivíduo recuperar momentaneamente a unidade de seu ser com o mundo, libertando-o de sua própria individualidade; a experiência estética é uma experiência muito próxima do misticismo, que permite ao espectador sentir a emoção da essência divina, não pela razão, mas pela meio da intuição. A arte - diz Coomaraswamy - é obra de filósofos e não de artistas, e sua importância reside no sentimento, nunca no sentimentalismo.
Coomaraswamy enfatiza ao longo de seus muitos ensaios o propósito prático da arte, sua função na vida cotidiana e seu caráter essencialmente utilitário, mágico e protetor; reivindica a importância do artesanato e rejeita os objetos artísticos que são resultado de moda que não atendem às necessidades da sociedade. Por apresentar uma arte até então desconhecida no ocidente, Coomaraswamy se viu no papel de defender a arte indiana por representar seres aparentemente monstruosos.
Explicou que, na arte indiana, o espectador desempenha um papel de liderança; através de um esforço intelectual, ele completa a obra e lhe dá sentido, participando ativamente dela. Esta concepção se tornaria comum anos após esta apresentação inicial. Para Ananda, esta profunda interação entre as artes é uma característica do mundo indiano que se torna um guia que permite transcender a realidade e aproximar-se da divindade.

### Obras traduzidas ao português
- Hinduísmo e Budismo
- Mitos Hindus e Budistas (Editora Landy, 2002)
- O Que É Civilização? (Editora Siciliano, São Paulo, 1990)

### Títulos em inglês
- Artes e ofícios da Índia e Ceilão
- Arte tradicional e simbolismo
- Artigos de Metafísica Selecionados
- Autoridade espiritual e poder temporal
- Dois caminhos para o mesmo cume
- Elementos de iconografia budista
- Tempo e eternidade
- Vedanta e a tradição ocidental
- Figuras de linguagem ou figuras de pensamento
- Gotama o Buda
- Hindus e Budistas
- Hinduísmo e Budismo
- O que é civilização?
- A Doutrina Indiana do Fim Supremo do Homem
- A face escura do amanhecer
- A iconografia dos «Nós» de Dürero e da «Concatenação» de Leonardo
- A transformação da natureza em arte
- A verdadeira filosofia da arte cristã e oriental
- Os Vedas, ensaios de tradução e exegese
- Patrono e artistas
- Sir Gawain e o Cavaleiro Verde: Indra e Namuci
- Sobre a doutrina tradicional da arte
- Sobre a tradução
- Eu sou o guardião do meu irmão?
- Srî Ramakrisna e tolerância religiosa.